# 南美冰川
南美冰川（英語：South America Glacier），是南極洲的冰川，位於維多利亞地，處於庫克里山西南端，由英國探險隊命名，現時由南極條約體系管理。